# 王洛宾
王洛宾（1913年12月28日—1996年3月14日），出生于北京，原名王荣庭，字洛宾，以字行，曾用名艾依尼丁，中国作曲家和民族音乐学家。

## 生平
王洛宾出生于北平东城牛角湾艺华胡同，祖父和父亲都是画师。 
1920年入北京八旗子弟高等学堂初级班学习。 
1925年考入通县基督教会创办的潞河中学，在唱诗课里接触到了西洋合声，使他喜欢上了音乐。于1930年考入北平师范大学音乐系，主修声乐和钢琴。 
1934年母亲病故后，中东铁路招工，赴黑龙江省，在横道河子站当信号员。当时中东铁路局有一个苏侨交响乐团，王洛宾在休班时常去看演出。后考入哈尔滨俄侨音乐学校，学习音乐理论和七弦琴演奏。 
1935年4月1日王络宾在哈尔滨参加了侯小古组织的口琴队。此时塞克写一本话剧《北归》，主题歌《离别情意》由王洛宾作曲，受到好评，开启了音乐创作之路。 
1937年“4·15”事件发生，口琴队长侯小古被捕，口琴队被迫解散。 
1938年4月王洛宾、罗珊（王洛宾妻子）、萧军、塞克、朱星南五人从哈尔滨赴兰州，参加西北抗战剧团。西北抗战剧团隶属于甘肃省教育厅，但实际上是“八路军兰州办事处”指导下的一个宣传抗日救亡的文艺团体，1938年11月剧团被甘肃当局解散。王洛宾在西宁回中任教，罗珊在西宁女中任教。这期间王洛宾改编西部民歌，创作了《在那遥远的地方》、《达坂城的姑娘》，使王洛宾成为国内知名的作曲家。1941年1月，罗珊称去兰州看病，结果就一去不复返。 
1941年3月，王洛宾到兰州找罗珊，罗珊提出离婚，王洛宾同意登报离婚。随后不久王洛宾因“共党嫌疑”被军统逮捕入狱。王洛宾当时并不是共产党员，甚至连党组织的发展对象都算不上。在兰州军统大砂沟政治人员看守所中受严刑拷打。王洛宾在狱中为随母关押的3岁小女孩罗立力创作了歌曲《蚕豆谣》。
1944年2月，因没有任何证据，王洛宾由青海省主席马步芳保释出狱。回到西宁在昆仑中学任音乐教师，又在青海省教育厅做地方干部训练团教育科长及教导处长，还在马步芳军队中任军官训练团教官、政工处长，上校军衔。王洛宾成了青海军、政、学界共同的音乐教官。 
1947年底王洛宾回北平省亲，马步芳还委派王洛宾为特使，向60大寿的傅作义送寿礼。 
1949年9月，王洛宾以国民党起义人员身份在西宁参加了中国人民解放军第一野战军，随部队翻越祁连山后在酒泉被解放军第一兵团任命为兵团政治部宣传部文艺科副科长。随军进入新疆后，任新疆军区政治部宣传部文艺科长。
1950年5月，王洛宾请假到西宁探亲，因当时青海省镇压反革命运动的社会气氛紧张，王洛宾全家搬到兰州，王洛宾在兰州写信给新疆军区政治部要求辞职。1950年11月王洛宾携家属回北京居住，并到北京八中任教。
1951年3月15日，岳父、妻子黄静和三个孩子一起都在北京落了户。1951年6月，王洛宾被捕押回新疆；妻子黄静受惊吓卧床不起，留下三个无人照料的儿子离开了人间。
1952年2月，新疆军区军法处以长期逾假不归为由判处王洛宾两年劳役。1954年8月被释放后，被安排到南疆军区文工团任音乐教员。
1960年4月因历史问题被捕，1961年被新疆军区军事法院判刑十五年。
1962年，王洛宾被假释出狱，在新疆军区文工团创作节目、做声乐教员。
1965年4月，王洛宾离开文工团出走，不久即被捕回，送乌鲁木齐的新疆第一监狱砖窑大队服刑，1975年5月22日刑满释放。最初留在监狱做工生活。
1975年底，中国政府赦免在押的国民党党政军团级以上人员并安排工作，落实政策；王洛宾在中共建政前是青海马家军的政训处长、上校军衔，也应属于落实政策范围；但其原单位没有及时为其安置，监狱方面也不再接续允许王洛宾落户工作；王洛宾无家可归，在乌鲁木齐打零工。
1979年11月29日，乌鲁木齐军区军事法院下达“刑事裁定书”，这份裁定书认为，经过认真复查，对王洛宾同志判刑所依据的几个问题均不能成立，撤销原新疆军区军事法院对王洛宾的判决。新疆军区于1981年7月6日为王洛宾举行了平反大会。
1981年2月，《新疆艺术》登出新华社记者赵全章的文章《便从今日谱新曲》，这是王洛宾出狱后新闻单位对他的第一篇报道文章。
1988年获胜利功勋荣誉章，离休后享受副师级待遇。晚年寓居乌鲁木齐，1996年3月14日在新疆军区总医院因病去世。与妻子黄玉兰并骨合葬在北京西郊金山陵园。
王洛宾自1937年就开始搜集、整理、编写、出版中国西部地区的民歌，这些歌曲以新疆民歌的名义被许多中国人传唱，影响广泛，直到1983年才由甘肃人民出版社正式出版《洛宾歌曲集》，被誉为“西部歌王”，晚年和台湾作家三毛交往甚深。

## 主要作品
王洛宾搜集整理和编写了700多首西北地区的民歌，先后出版过8部歌曲集，使得中国西部民歌发扬全中国，乃至世界各地，其中主要作品有：
- 《在那遥远的地方》
- 《达坂城的姑娘》（又名《马车夫之恋》）
- 《半个月亮爬上来》
- 《掀起你的盖头来》
- 《阿拉木汗》
- 《沙里洪巴》
- 《在银色的月光下》改編塔塔爾族民歌。源自19世纪中后期俄羅斯民歌《Над серебряной рекой》
- 《青春舞曲》
- 《可爱的一朵玫瑰花》
- 《永隔一江水》（改编自1959年苏联电影《渴（俄语：Жажда (фильм, 1959)）》插曲《Два берега》[4]）